# تیری موگلر
تیری موگلر (فرانسوی: Thierry Mugler‎)، (زادهٔ ۲۱ دسامبر ۱۹۴۸ میلادی – درگذشتهٔ ۲۳ ژانویهٔ ۲۰۲۲ میلادی)؛ طراح مد اهل فرانسه بود.